# Driefasetransformator
Een driefasetransformator is een transformator voor grote vermogens die gebruikt wordt in een driefasig hoogspanningsnet om het spanningsniveau te veranderen.
Op plaatsen waar grote vermogens worden afgenomen en getransporteerd, wordt in plaats van de eenfasige wisselspanning, driefasige wisselspanning van 50 Hz toegepast. In de elektriciteitscentrales wordt met generatoren deze driefasespanning opgewekt met een spanning van 15 à 20 kV. Om het vermogen met weinig verlies verder te transporteren wordt de spanning omhooggetransformeerd tot 150, 220 of 380 kV. Daartoe worden driefasetransformatoren tussengeschakeld. Na transport wordt de driefasige spanning in stappen omlaaggetransformeerd om uiteindelijk met nettransformatoren omgezet te worden naar 400 V. Industriële gebruikers en grote gebouwen beschikken veelal over een eigen transformator. Residentiële gebruikers worden vanuit transformatorhuisjes van laagspanning met maar een fasedraad voorzien. De driefasige spanning van 400 V komt overeen met een netspanning van 230 V tussen fase en nulgeleider.
De eerste driefasetransformator werd in 1890 door Michail Doliwo-Dobrowolski voor de AEG in Berlijn gebouwd.

## Onderverdeling
De driefasetransformatoren in het hoogspanningsnet worden onderverdeeld in:
- middenspannings-, netto- of distributietransformatoren voor het 10 kV-net,
- vermogenstransformatoren of transformatoren voor grote vermogens en hoge spanningen.

## Principe

Driefasekerntransformator

Driefasetransformatoren kunnen worden gezien als drie gekoppelde eenfasetransformatoren, waarvan de drie primaire en secundaire wikkelingen op één magnetiseerbare kern zijn aangebracht, zie de afbeelding.
De toegevoerde driefasespanning wordt via de primaire wikkelingen U, V en W van de transformator omgezet naar een hogere of lagere spanning in de secundaire wikkelingen u, v en w. De wikkelingen van deze transformatoren kunnen in ster Y of in driehoek Δ worden geschakeld, bepaald door het netstelsel waar de transformator deel van uitmaakt. Bij een netstelsel voor bijvoorbeeld de distributie van elektriciteit, wordt, afhankelijk van het aantal geleiders, een onderscheid gemaakt tussen drie-, vier- of vijfgeleidernetten waaruit het net kan zijn opgebouwd. In het kort komt het hier op neer, dat bij de driegeleidernetten de secundaire zijde van de transformator in ster of in driehoek kan worden uitgevoerd. Bij de vier- en vijfgeleidernetten kunnen de secundaire zijden van de transformator alleen maar in stervorm worden geschakeld.

## Genormaliseerde oliegekoelde nettransformatoren
De volgens de NEN-EN-IEC 60076-1:1999 (Energietransformatoren - Deel 1: Algemeen) genormaliseerde oliegekoelde nettransformatoren, worden in overgrote meerderheid in middenspanningsnetten, distributienetten, en fabrieksnetten met een spanning van 10 kV toegepast. De norm NEN-EN-IEC 60076-1:1999 is inmiddels vervangen door NEN-EN-IEC 60076-1:2011 en.
Een schakelaar met vijf standen maakt aanpassing aan de aangeboden spanning mogelijk door aftakkingen aan de hoogspanningswikkeling. De standaarduitvoering hiervan is: 11250 – 11000 – 10750 – 10500 – 10250 V. De instelling op zo'n aftakking kan alleen in spanningsloze toestand worden uitgevoerd.
In de nettransformatoren wordt de spanning van 10 kV omgezet in de netspanning. Hoewel de normale driefasige netspanning 400 V is en eenfasig 400 V/√3 = 230 V bedraagt, moet de spanning op de transformatorklemmen hoger zijn dan de netspanning, wegens het spanningsverlies over de kabels naar de hoofdverdeelinrichting en de afgaande groepen. Om die reden kiest men een secundaire spanning van 420 V op de klemmen van de transformator.

## Schakeling van de nettransformatoren

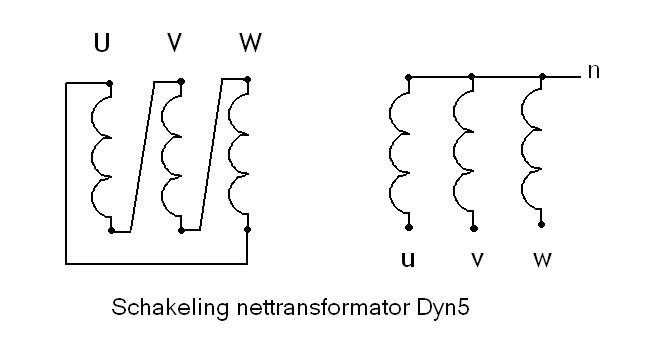
Schakeling nettransformator Dyn 5

De schakeling van de genormaliseerde nettransformatoren is meestal Dyn 5, eenvoudig weergegeven in bijgaande schakeling. De hoofdletter D geeft hierbij aan, dat de primaire wikkeling in driehoek is geschakeld en kleine letter y laat zien, dat de secundaire wikkeling in ster is geschakeld. De letter n betekent, dat aan de secundaire zijde het sterpunt - de nul - naar buiten is uitgevoerd. De hoofdletters U, V en W hebben betrekking op de aansluitingen aan de primaire zijde van de transformator, en de kleine letters u, v en w horen bij de aansluitingen aan de secundaire zijde.
De getallen 0 tot en met 11 hebben te maken met het zogenaamde klokgetal. In het kort kan hierover worden gezegd, dat het klokgetal de faseverschuiving per 30° aangeeft tussen de primaire en de secundaire spanning.
De aansluitingen van de wikkelingen worden door het deksel van de bak naar aansluitklemmen aan de bovenzijde van de transformator naar buiten uitgevoerd. Voor dit doel worden meestal porseleinen doorvoerisolatoren gebruikt, hoewel hiervoor tegenwoordig ook wel exemplaren van giethars worden toegepast.

## Uitvoering

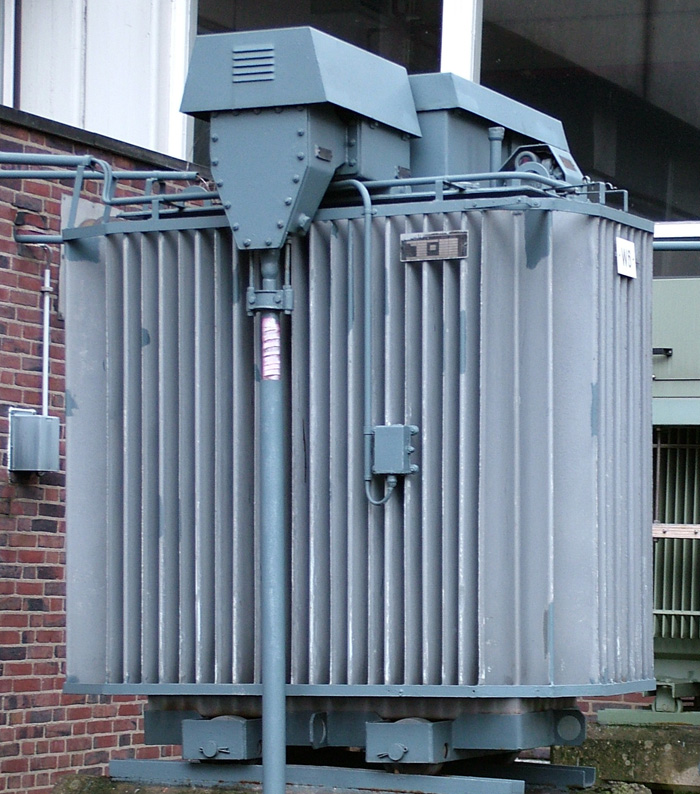
Bedrijfstransformator op een verlaten fabrieksterrein

Op de foto is een nettransformator van 630 kVA afgebeeld, opgesteld in de open lucht op een fabrieksterrein. Om te voorkomen dat de aansluitingen door weersomstandigheden in het ongerede raken, is de bovenzijde afgedekt. Nettransformatoren zijn voorzien van koelribben om het koelend oppervlak te vergroten. Bovendien is ter beschermin een primerlaag en een aflaklaag aangebracht, die tevens het stralingsaandeel bij de afvoer van warmte verhoogt. Als waarborg dat de gegevens van zo’n transformator altijd ter beschikking staan, wordt een zogenaamde naam- en gegevensplaat op een goed leesbare plaats aangebracht. Deze bevat de voornaamste gegevens van de transformator, zoals vermogen, primaire en secundaire spanning, klokgetal en kortsluitspanning.

## Transformatorvermogen, verliezen en kortsluitstroom
De vermogens van de genormaliseerde nettransformatoren voor 10 kV lopen uiteen van 50 kVA tot 1600 kVA zoals de tabel laat zien.
| vermogens, verliezen en kortsluitspanningen van genormaliseerde, met olie gevulde nettransformatoren | vermogens, verliezen en kortsluitspanningen van genormaliseerde, met olie gevulde nettransformatoren | vermogens, verliezen en kortsluitspanningen van genormaliseerde, met olie gevulde nettransformatoren | vermogens, verliezen en kortsluitspanningen van genormaliseerde, met olie gevulde nettransformatoren |
| P in kW                                                                                              | nullast- verliezen W                                                                                 | kortsluit- verliezen W                                                                               | kortsluit- spanning %                                                                                |
| --- | --- | --- | --- |
| 50                                                                                                   | 115                                                                                                  | 840                                                                                                  | 4 |
| 100                                                                                                  | 190                                                                                                  | 1 350                                                                                                | 4 |
| 160                                                                                                  | 260                                                                                                  | 1 905                                                                                                | 4 |
| 250                                                                                                  | 365                                                                                                  | 2 640                                                                                                | 4 |
| 400                                                                                                  | 515                                                                                                  | 3 750                                                                                                | 4 |
| 630                                                                                                  | 745                                                                                                  | 5 200                                                                                                | 4 |
| 1 000                                                                                                | 970                                                                                                  | 8 800                                                                                                | 6 |
| 1 600                                                                                                | 1 400                                                                                                | 12 900                                                                                               | 6 |

De verliezen in een transformator bestaan uit nullastverliezen en kortsluitverliezen. Zoals de tabel laat zien, worden naarmate de vermogens van de transformatoren toenemen, deze verliezen in verhouding kleiner.
De nullastverliezen, ijzerverliezen, worden opgewekt in de metalen kern door de magnetisering van het blikpakket, en zijn onder te verdelen in hystereseverliezen en wervelstroomverliezen. Deze verliezen zijn onafhankelijk van de belasting, maar zijn altijd aanwezig als de transformator onder spanning staat, dus 24 uur per dag. Onder kortsluitverliezen, koperverliezen, wordt verstaan de Joulse verliezen of {\displaystyle I^{2}R}-verliezen in de wikkelingen. Deze verliezen ontstaan in de wikkelingen door de stroomdoorgang, dus zijn anders dan de nullastverliezen wel afhankelijk van de belasting, of anders gezegd: de kortsluitverliezen zijn er alleen als er belasting wordt gevraagd. Deze verliezen zijn evenredig met het kwadraat van de stroom, zodat bij bijvoorbeeld halflast van een transformator van 630 kVA, 1300 W aan kortsluitverliezen in warmte wordt omgezet, waardoor samen met de nullastverliezen het totaal aan verliezen dus 745 W + 1300 W = 2045 W bedraagt.
In de praktijk worden nettransformatoren meestal maar enkele uren per dag volledig belast of tot bijvoorbeeld 80 % en wordt de rest van de dag een geringer vermogen afgenomen. Als per 24 uur de gemiddelde belasting 60 % bedraagt, dan is per jaar het energieverlies van een 630 kVA-transformator dus: 
 24 × 365 × (745 + 0,6² × 5200) = 23.000 kWh. Dat is ongeveer het verbruik van 7 huishoudens.
De kortsluitspanning is de spanning die op de primaire klemmen moet worden aangelegd om bij kortsluiting van de secundaire klemmen de nominale stroom te laten vloeien. Dit wordt algemeen in een proefopstelling uitgevoerd. Om deze nominale stroom vast te stellen, wordt als rekenvoorbeeld een transformator van 630 kVA gekozen. Uit het vermogen P kan de nominale stroom worden afgeleid, en wel met deze formule:
{\displaystyle P=UI{\sqrt {3}}}
Hieruit volgt dan:
{\displaystyle I={630\cdot \ 10^{3} \over 420\cdot {\sqrt {3}}}=866\ \mathrm {A} }
Als bij de transformator van 630 kVA de kortsluitspanning 4% is, dan wil dat zeggen, dat de stroom van 866 A aanwezig is bij 4% van de nominale spanning, dus bij 16,8 volt, bij kortgesloten secundaire wikkelingen. Ofwel de proefspanning bij een kwaliteits- en afnamecontrole. In de praktijk is niet deze 16,8 volt (=4%) aanwezig, maar 420 volt (= 100%), zodat de kortsluitstroom {\displaystyle I_{k}} bij de netspanning gelijk is aan {\displaystyle {\tfrac {100}{4}}\cdot I=}
{\displaystyle 25\cdot 866=}
{\displaystyle 21650\ \mathrm {A} =}
{\displaystyle 21,\!65\ \mathrm {kA} }.

## Genormaliseerde nettransformatoren met gietharsisolatie
Op plaatsen waar oliegekoelde nettransformatoren bezwaren kunnen opleveren, worden zogenaamde ‘droge’ nettransformatoren toegepast. Brandgevaar bijvoorbeeld in flatgebouwen is daar een voorbeeld van, maar ook de aanwezigheid van of de kans op grondwater- of bodemvervuiling. Op die plaatsen worden dan transformatoren gekozen met gietharsisolatie.
Giethars bevat een vulmiddel van kwartsmeel, waardoor de ontwikkelde warmte redelijk goed wordt afgevoerd en waardoor het giethars zo onbrandbaar mogelijk wordt gemaakt. De aanschafprijs van gietharsisolatoren is hoger dan die van de oliegekoelde transformatoren, maar de afmetingen zijn kleiner, en er hoeven geen voorzieningen te worden getroffen om eventuele olielekkages op te vangen.
De koeling van deze droge transformatoren is complexer dan de oliegekoelde transformatoren. Soms moeten er speciale maatregelen worden getroffen om de temperatuur op peil te houden. De vermogens van deze transformatoren lopen net als de oliegekoelde nettransformatoren van 50 kVA tot 1600 kVA, met kortsluitspanningen van 4 tot 6%, dus volgens de tabel als eerder getoond.

## Transformatoren voor grote vermogens en hoge spanningen
De aangeboden transportspanningen aan de primaire zijde van de transformatoren met grote vermogens in het hoogspanningsnet kunnen zijn: 110 kV, 150 kV, 220 kV of 380 kV, bij zeer grote vermogens. Sommige generatortransformatoren, machinetransformatoren, moeten bijvoorbeeld een vermogen van zo'n 500 MVA overbrengen, waarbij de in de generator opgewekte spanning van 15 à 20 kV omhoog wordt getransformeerd naar de eerder genoemde transportspanningen. Momenteel zijn er al generatoren beschikbaar, die voor hogere spanningen zijn uitgelegd, waardoor de machinetransformatoren eenvoudiger kunnen worden uitgevoerd.
De transformatoren voor grote vermogens en hoge spanningen worden slechts door enkele gerenommeerde fabrieken geproduceerd. De eisen die aan deze grote transformatoren worden gesteld, zijn namelijk buitengewoon hoog. Tijdens de fabricage wordt bijvoorbeeld in ruime mate kwaliteitscontrole uitgevoerd, en als de transformator gereed is, wordt door een reeks zware beproevingen vastgesteld of deze geschikt is om deel uit te maken van het hoogspanningsnet. Zo worden bliksemspanningsproeven uitgevoerd, waarbij een transformator met een bedrijfsspanning van 150 kV een testspanning van 750 kV op de aansluitklemmen moet kunnen verdragen. Voor bepaalde spanningsniveaus moeten ook proeven met schakelspanningen worden uitgevoerd. Door schakelhandelingen kunnen er namelijk tijdelijk hoge spanningen op de klemmen van de transformatoren komen te staan, die problemen voor de isolatie kunnen betekenen. Deze overspanningen, schakelspanningen genoemd, kunnen in sommige gevallen wel tot 1000 kV oplopen.
Als het gewenste isolatieniveau door diverse omstandigheden moeilijk te realiseren is, wordt soms met behulp van overspanningsafleiders gezorgd, dat de optredende overspanningen de transformator niet beschadigen.

## Afvoer van warmte
De verliezen in de nettransformatoren en de grote transformatoren worden in het binnenwerk in warmte omgezet. Dit binnenwerk van de transformatoren is in een bak met olie geplaatst die de warmte opneemt en weer zo veel mogelijk afgeeft aan koelribben op de bakwand. Door de ontwikkelde warmte gaat de olie circuleren en treedt inwendige koeling op. Uitwendige koeling gebeurt doordat de omringende omgevingslucht langs de bakwand gaat circuleren waardoor via de koelribben warmte wordt afgestaan. Voor de nettransformatoren met een vermogen groter dan 1000 kVA wordt de kast voorzien van een radiatorkoeler, waarbij de olie opstijgt en afkoelt.
Bij de transformatoren voor het hoogspanningsnet met de zeer grote vermogens, is deze manier van koelen niet meer mogelijk, en moet door geforceerde koeling met radiatorkoelers en ventilatoren de transformator op een veilige temperatuur worden gehouden. Hoewel in verhouding met de nettransformatoren de ijzer- en koperverliezen van de grote transformatoren relatief laag zijn, wordt natuurlijk in de kern en in de wikkelingen toch nog vrij veel warmte ontwikkeld.

## Toestandscontrole van de transformatoren
De olie in de transformatoren heeft niet alleen een koelende functie, maar dient ook nog een ander doel, namelijk als elektrische isolatie. Hoewel de windingen natuurlijk goed geïsoleerd zijn, worden de wikkelingen door de aanwezigheid van de olie volledig van alle vocht afgesloten, waardoor optredende spanningsverhogingen in het net zonder problemen gehouden kunnen worden. De olie heeft daarnaast nog een andere bijzondere functie. Bij de nettransformatoren wordt namelijk als regel met behulp van een buchholzrelais een door een inwendige fout ontstane gasontwikkeling gedetecteerd en gesignaleerd. Bij een plotselinge gasontwikkeling kan dit zelfs tot afschakeling leiden. Bij de grote transformatoren wordt deze methode eveneens gebruikt, maar tegenwoordig is het ook mogelijk met behulp van oliemonsters, de toestand van een transformator voortdurend onder controle te houden. Dit gebeurt door oliemonsters te nemen en vervolgens hieraan gasanalyses uit te voeren met behulp van de gaschromatografie.

## Gasanalyses
Door temperatuurverhogingen en door veroudering van het gebruikte isolatiemateriaal lossen deeltjes hiervan op en gaan over als gasbelletjes in de transformatorolie. Dit oplossen door veroudering is een normaal verschijnsel en levert als zodanig geen groot bezwaar op. Bij periodieke controle van de transformatorolie door het nemen van oliemonsters en het maken van gasanalyses met behulp van een gaschromatograaf, worden afwijkingen van het normale patroon echter onmiddellijk waargenomen. Zo’n afwijking, meestal in de vorm van toename van opgeloste gassen, kan wijzen op een acute of een sluimerende fout in de transformator. Op het moment dat er zo’n stijging van opgeloste gassen wordt vastgesteld, wordt als regel de frequentie van de gasanalyses opgevoerd, om een eventuele fout niet te laten escaleren.
In de praktijk kunnen zowel thermische als elektrische fouten optreden. Een thermische oververhitting op een plek in de transformator, een zogenaamde hot spot, leidt tot pyrolyse van, het isolatiemateriaal waardoor verscheidene karakteristieke gassen als koolwaterstoffen worden gevormd. Behalve atmosferische gassen als stikstof {\displaystyle {\ce {N_2}}} en zuurstof {\displaystyle {\ce {O_2}}} worden bij deze fouten ook gassen als kooldioxide {\displaystyle {\ce {CO_2}}}, koolmonoxide {\displaystyle {\ce {CO}}} en waterstof {\displaystyle {\ce {H_2}}} aangetroffen. Deze gassen geven net als de koolwaterstofgassen methaan {\displaystyle {\ce {CH_4}}}, ethyn {\displaystyle {\ce {C_2H_2}}}, etheen {\displaystyle {\ce {C_2H_4}}} en ethaan {\displaystyle {\ce {C_2H_6}}} een indicatie, dat er afwijkingen aanwezig kunnen zijn. Als hierbij bovendien propeen {\displaystyle {\ce {C_3H_6}}} en propaan {\displaystyle {\ce {C_3H_8}}} wordt gevonden, dan kan dit op een ernstige fout in de transformator wijzen.
Bij elektrische fouten als lichtbogen en vonkontladingen worden vooral de gassen {\displaystyle {\ce {H_2}}} en {\displaystyle {\ce {C_2H_2}}} gevormd, begeleid door {\displaystyle {\ce {CH_4}}} en {\displaystyle {\ce {C_2H_4}}}. Bij partiële ontladingen zijn dat voornamelijk {\displaystyle {\ce {H_2}}} en {\displaystyle {\ce {CH_4}}} en kleine hoeveelheden {\displaystyle {\ce {C_2H_6}}}. De gevonden hoeveelheden gedetecteerd gas worden uitgedrukt in parts per million ppm. Voor een algemene interpretatie van de fouten worden niet alleen de absolute hoeveelheden opgelost gassen bekeken, maar ook de verhoudingen tussen bepaalde karakteristieke gassen, bijvoorbeeld: {\displaystyle {\ce {C_2H_2}}} : {\displaystyle {\ce {C_2H_4}}} of {\displaystyle {\ce {CH_4}}} : {\displaystyle {\ce {H_2}}} en {\displaystyle {\ce {C_2H_4}}} : {\displaystyle {\ce {C_2H_6}}}. Door een verdere kwalitatieve en kwantitatieve benadering van de gevonden gassen kan een nadere interpretatie van de aanwezige fout volgen. Bij een duidelijke toename van de fout, gekenmerkt door een sterke stijging van de opgeloste gashoeveelheden, kunnen maatregelen worden getroffen om de fout nader te lokaliseren en wordt nagegaan of herstel van de transformator mogelijk is.